# James Dougherty
James Dougherty (* 12. April 1921 in Los Angeles, USA; † 15. August 2005 in San Rafael, Kalifornien), genannt: Jim oder Jimmie, war ein Kriminalbeamter des Los Angeles Police Department und der erste Ehemann Marilyn Monroes.

## Leben
James „Jim“ Dougherty wurde am 12. April 1921 in Los Angeles geboren. Er war das letzte von fünf Kindern und zog mit seiner Familie nach Globe, Arizona, wo er seinen Abschluss an der Van Nuys High School machte. Er lehnte ein Stipendium an der University of Florida ab und arbeitete stattdessen in Nachtschichten beim Luft- und Raumfahrtunternehmen Lockheed. Dort lernte er seine Nachbarin, die sechzehnjährige Norma Jeane Baker, kennen. Ihre Mutter, Gladys Pearl Baker, war nach der Geburt in eine Psychiatrie eingewiesen worden, wodurch Norma in die Obhut von Grace Goddard kam. Als die Goddards 1942 jedoch aus geschäftlichen Gründen nach West Virginia zogen, heiratete Dougherty seine Nachbarin am 19. Juni, um ihre Rückkehr in ein Waisenhaus zu verhindern. Danach ging er für die Handelsmarine auf Reisen und wurde im Zweiten Weltkrieg Besatzungsmitglied des B-17-Bombers Liberty Lily.
Norma Jean Baker war unterdessen zu Doughertys Familie nach Van Nuys gezogen und wurde vom Fotografen David Conover als Model entdeckt. Sie unterschrieb einen Vertrag mit 20th Century Fox, für den sie unverheiratet sein musste. Sie ließ sich daher 1946 von Dougherty scheiden, der ihren Ambitionen nicht zustimmte. Dennoch verfolgte er die Karriere seiner Ex-Frau, die unter dem Namen Marilyn Monroe weltberühmt wurde. Monroe ging später noch zwei Ehen ein – mit dem Baseballstar Joe DiMaggio und dem Schriftsteller Arthur Miller – die ebenfalls geschieden wurden.
Im Jahre 1947 trat Dougherty dem Los Angeles Police Department bei, wo er die erste SWAT-Einheit ausbildete. Im selben Jahr heiratete er Patricia Scoman. Aus dieser Ehe gingen drei Töchter hervor. Die Scheidung wurde 1972 eingereicht und Dougherty heiratete später Rita Lambert. Nach 25 Jahren im LAPD zog er mit seiner Frau nach Maine, wo sie 2003 verstarb.
Dougherty veröffentlichte zwei Bücher über seine berühmte Ex-Frau, The Secret Happiness of Marilyn Monroe (1976) und To Norma Jeane with Love, Jimmie (1997). Er gab viele Interviews über sie, darunter mit den Schauspielern Susan Strasberg, Robert Mitchum und Jane Russell (einer früheren Schulfreundin Doughertys). Er hätte nie „Mister Monroe“ werden können, sagte er 1997 gegenüber der Sun-Journal, da er sich damals in ein Kleinstadtmädchen und nicht in einen Filmstar verliebt habe. 2004 erschien ein Dokumentarfilm über ihn, Marilyn’s Man. Er starb am 15. August 2005 im Alter von 84 Jahren. Nach Angaben seiner Stieftochter war er an Leukämie erkrankt. Dougherty erhielt eine Todesanzeige in mehreren amerikanischen Zeitungen, darunter The New York Times.